# Cmentarz żydowski w Gryficach
Cmentarz żydowski w Gryficach – kirkut o pow. 0,25 ha usytuowany przy Turnerstraße (dziś ul. Sportowa), został zniszczony i zlikwidowany w okresie III Rzeszy, w latach 30. XX wieku po nocy kryształowej. Pochodzące z niego macewy zostały wykorzystane do budowy muru przy obecnej ul. Broniszewskiej, J. Dąbskiego i wzmocnienia brzegów rzeki Regi.